# 1157 Arabia
Arabia (asteróide 1157) é um asteróide da cintura principal, a 2,7266686 UA. Possui uma excentricidade de 0,1433782 e um período orbital de 2 074,25 dias (5,68 anos).
Arabia tem uma velocidade orbital média de 16,69441218 km/s e uma inclinação de 9,5392º.
Esse asteróide foi descoberto em 31 de Agosto de 1929 por Karl Reinmuth.